# Камераз, Абрам Яковлевич
Абрам Яковлевич Камераз (1904—1991) советский агроном-селекционер, доктор сельскохозяйственных наук (1961), заслуженный деятель науки РСФСР (1969).

## Биография
Родился 9 (22) декабря 1904 года в Кронштадте. Окончил Петроградскую 36-ю Советскую единую трудовую школу (1922), Ленинградский сельскохозяйственный институт, факультет земледелия (1927), и одновременно — Высшие педагогические курсы при ЛСХИ.
Посвятил себя изучению картофеля. С 1927 года работал в ВИРе — Всесоюзном институте растениеводства: лаборант-исследователь, младший ассистент, с 1933 г. старший научный сотрудник. В 1936 г. защитил кандидатскую диссертацию: «Хозяйственные качества южно-американских картофелей и их селекционная ценность». В сентябре-октябре 1941 года руководил эвакуацией сортовой коллекции картофеля.
С ноября 1941 по июль 1945 г. служил в действующей армии на Ленинградском фронте в составе 123-й Лужской дивизии. Награждён орденом Красной Звезды, медалями «За отвагу» и «За оборону Ленинграда».
После окончания войны вернулся в ВИР, возглавлял лабораторию селекции, а позже межотдельскую лабораторию отдаленной гибридизации отделения клубнеплодов. Основатель научной школы картофелеводов. Создал новые сорта картофеля («Камераз-1», «Детскосельский», «Пушкинский», «Волховский» и др.).
Сталинская премия (1949) — за книгу «Селекция картофеля», написанную совместно с С. М. Букасовым в 1948 г., переиздана в 1959 г. под названием «Основы селекции картофеля», а в 1972 г. — «Селекция и семеноводство картофеля». За эту же книгу в 1961 году присвоено звание доктора сельскохозяйственных наук.
Несколько лет возглавлял Отдел клубнеплодов ВИР, в 1979 г. перешёл на должность научного консультанта.
С 1983 г. на пенсии, председатель Совета ветеранов ВИР. Умер 15 января 1991 г. на 87-м году жизни.

## Награды и звания
Награждён орденами Ленина (дважды), «Знак Почёта», Трудового Красного Знамени (1990), Красной Звезды (1945) медалями.
Заслуженный деятель науки РСФСР (1969).